# Treća Liga 2018
La Treća Liga 2018 è la 4ª edizione del campionato di football americano di terzo livello, organizzato dalla SAAF.

## Squadre partecipanti
| Club             | Città     | Stadio | Sponsor ufficiale | Risultato nella stagione 2017 |
| ---------------- | --------- | ------ | ----------------- | ----------------------------- |
| Obrenovac Hawks  | Obrenovac |        |                   |                               |
| Pančevo Panthers | Pančevo   |        |                   |                               |
| Šabac Sharks     | Šabac     |        |                   |                               |
| Smederevo Bedemi | Smederevo |        |                   |                               |
| Vršac Lavovi     | Vršac     |        |                   |                               |
| Zemun Pirates    | Zemun     |        |                   |                               |

## Stagione regolare

### Calendario

#### 1ª giornata
Giornata interamente rinviata.

#### 2ª giornata
| 14 aprile 2018, ore 16:00 | Pančevo Panthers | 20 – 24 | Zemun Pirates |  |

| 15 aprile 2018, ore 13:00 | Vršac Lavovi | 16 – 14 | Obrenovac Hawks |  |

| 15 aprile 2018, ore 15:30 | Šabac Sharks | 8 – 16 | Smederevo Bedemi |  |

#### 3ª giornata
| 29 aprile 2018, ore 12:00 | Smederevo Bedemi | 6 – 14 | Vršac Lavovi |  |

| 29 aprile 2018, ore 13:00 | Obrenovac Hawks | 14 – 21 | Pančevo Panthers |  |

| 29 aprile 2018, ore 17:00 | Zemun Pirates | 41 – 0 | Šabac Sharks |  |

#### 4ª giornata
| 13 maggio 2018, ore 12:00 | Smederevo Bedemi | 8 – 23 | Zemun Pirates |  |

#### 5ª giornata
| 26 maggio 2018, ore 11:00 | Obrenovac Hawks | 6 – 0 | Smederevo Bedemi |  |

| 27 maggio 2018, ore 13:30 | Zemun Pirates | 13 – 18 | Vršac Lavovi |  |

| 27 maggio 2018, ore 17:00 | Pančevo Panthers | 18 – 6 | Šabac Sharks |  |

#### Recuperi 1
| 3 giugno 2018, ore 17:00 | Zemun Pirates | 43 – 14 | Obrenovac Hawks |  |

#### Recuperi 2
| 10 giugno 2018, ore 17:00 | Šabac Sharks | 0 – 51 | Vršac Lavovi |  |

#### Recuperi 3
| 17 giugno 2018, ore 16:00 | Smederevo Bedemi | 6 – 19 | Pančevo Panthers |  |

| 17 giugno 2018, ore 17:00 | Šabac Sharks | 0 – 35 (a tavolino) | Obrenovac Hawks |  |

#### Recuperi 4
| 24 giugno 2018, ore 17:00 | Vršac Lavovi | 27 – 13 | Pančevo Panthers |  |

### Classifiche
Le classifiche della regular season è la seguente:
- PCT = percentuale di vittorie, G = partite giocate, V = partite vinte,  P = partite perse, PF = punti fatti, PS = punti subiti

| Pos. | Squadra          | PCT   | G | V | N | P | PF  | PS  |
| ---- | ---------------- | ----- | - | - | - | - | --- | --- |
| 1    | Vršac Lavovi     | 1.000 | 5 | 5 | 0 | 0 | 126 | 46  |
| 2    | Zemun Pirates    | .800  | 5 | 4 | 0 | 1 | 144 | 60  |
| 3    | Pančevo Panthers | .600  | 5 | 3 | 0 | 2 | 91  | 77  |
| 4    | Obrenovac Hawks  | .400  | 5 | 2 | 0 | 3 | 83  | 80  |
| 5    | Smederevo Bedemi | .200  | 5 | 1 | 0 | 4 | 36  | 70  |
| 6    | Šabac Sharks     | .000  | 5 | 0 | 0 | 5 | 14  | 161 |

## Playoff

### Tabellone
|  | Semifinali | Semifinali       | Semifinali |                  |    | Finale Treća Liga | Finale Treća Liga | Finale Treća Liga |  |
|  |            |                  |            |                  |    |                   |                   |                   |  |
|  | 1          | Vršac Lavovi     | 34         |                  |    |                   |                   |                   |  |
|  | 1          | Vršac Lavovi     | 34         |                  |    |                   |                   |                   |  |
|  | 4          | Obrenovac Hawks  | 0          |                  |    |                   |                   |                   |  |
|  | 4          | Obrenovac Hawks  | 0          |                  | 1  | Vršac Lavovi      | 35                |                   |  |
|  |            |                  |            |                  | 1  | Vršac Lavovi      | 35                |                   |  |
|  |            |                  | 2          | Pančevo Panthers | 12 |                   |                   |                   |  |
|  | 2          | Zemun Pirates    | 2          | Pančevo Panthers | 12 | 9                 |                   |                   |  |
|  | 2          | Zemun Pirates    |            |                  |    |                   |                   |                   |  |
|  | 3          | Pančevo Panthers | 14         |                  |    |                   |                   |                   |  |

### Semifinali
| 1º luglio 2018, ore 17:00 | Vršac Lavovi | 34 – 0 | Obrenovac Hawks |  |

| 1º luglio 2018, ore 17:00 | Zemun Pirates | 9 – 14 | Pančevo Panthers |  |

### IV Finale
| 8 luglio 2018, ore 17:00 | Vršac Lavovi | 35 – 12 | Pančevo Panthers |  |

## Verdetti
- Vršac Lavovi promossi in Druga Liga 2019